# 하마스의 대외 관계
팔레스타인 가자 지구를 실효지배하고 있는 하마스는 전 세계 여러 나라에 걸쳐 외교 관계를 맺고 있다. 2023년 현재 무사 아부 마주크가 그룹의 국제관계 사무국장을 맡고 있다.

## 아프리카

### 이집트
2011년부터 2013년까지 집권한 모하메드 무르시 정권의 이집트는 하마스를 지지했다.

### 남아공
하마스는 넬슨 만델라 사망 10주년을 맞아 남아프리카 공화국에 공식 대표단을 파견하여 2023년 12월 5일 화환 행사에 아프리카 민족 회의 장관 린디웨 줄루어와 함께 참석했다.

### 수단
오마르 알바시르 대통령 휘하의 수단은 주요 지지자였으며 하마스에게 로켓을 제공했다.